# Hyazinth von Polen

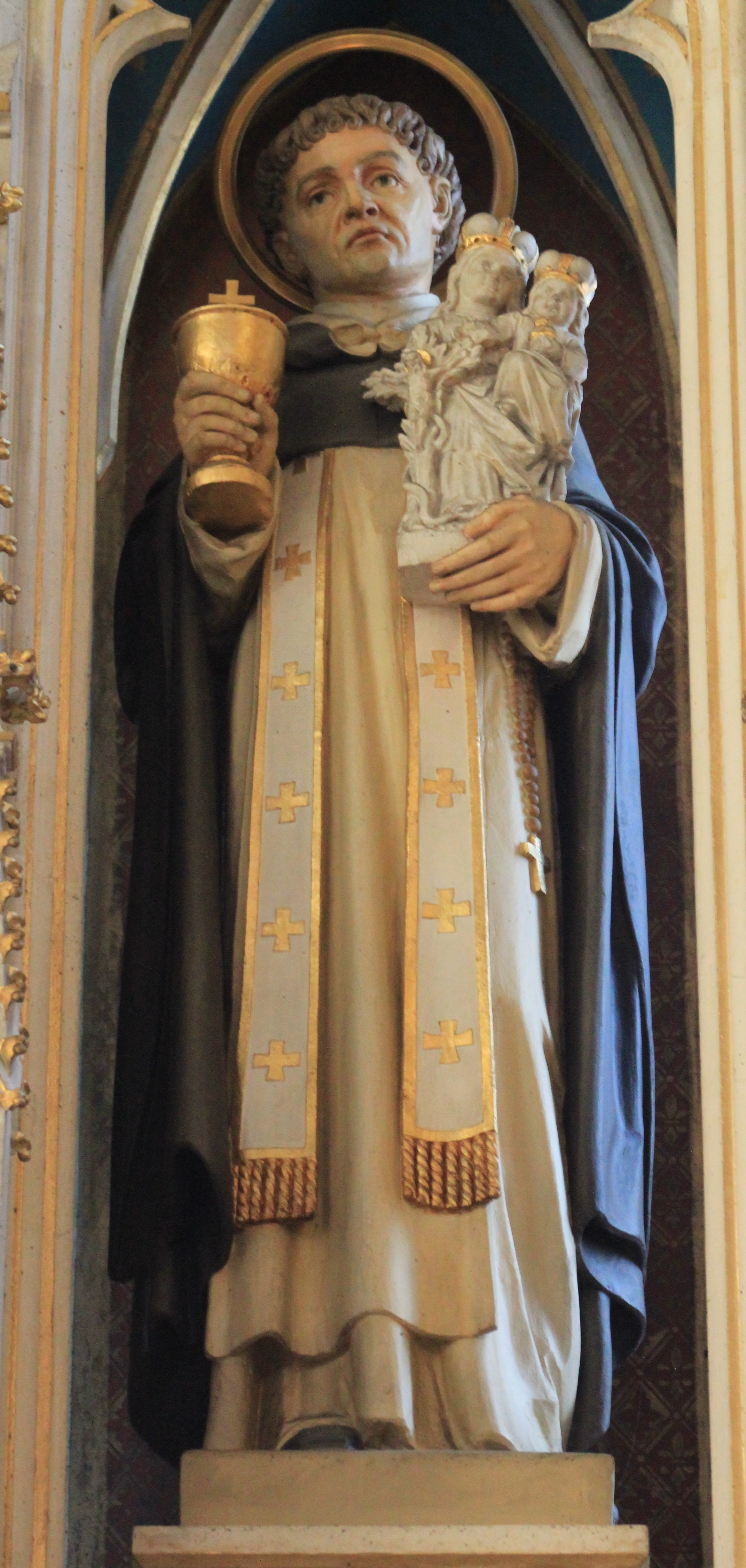
Der heilige Hyazinth

Hyazinth von Polen (polnisch: Jacek Odrowąż, latinisiert Hyazinthus Odrovantius) (* 1183 in Groß Stein, polnisch Kamień Śląski; † 15. August 1257 in Krakau) war ein polnischer Adliger und Geistlicher, der als Begründer des Dominikanerordens in Polen gilt. 1594 wurde er heiliggesprochen.

## Leben

### Jugend und Studium
Als Sohn von Graf Eustachius von Kątsky und Beate Koński wurde Hyazinth (polnisch Jacek) 1183 auf Schloss Groß Stein – das der Familie seit 1104 gehörte – in Oberschlesien geboren, als Geburtsjahr wird aber auch 1176, 1200 oder 1220 angegeben. Die polnische Adelsfamilie Koński gehörte zur Wappengemeinschaft Odrowąż, weshalb der polnische Name Hyazinth Jacek Odrowąż lautet. Ein Vetter oder Bruder Hyazinths war der später seliggesprochene Czesław Odrowąż.
Sein Studium absolvierte er in Paris, Krakau, Prag und Bologna. Er wurde Doktor für kanonisches Recht und Theologie. Bald kehrte er wieder nach Polen zurück, wo ihn sein Onkel Ivo von Kątsky, der ein Jahr zuvor zum Bischof von Krakau geweiht worden war, zum Domkanoniker der Wawel-Kathedrale ernannte.

### Romreise und Eintritt in den Dominikanerorden

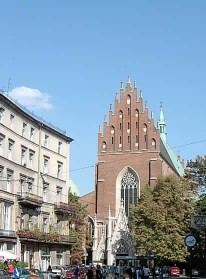
Die Krakauer Dominikanerkirche

Es folgte Hyazinths Romreise 1217, bei der er von seinem Bruder Ceslaus, dem Adeligen Hermann dem Deutschen und Gerhard von Breslau begleitet wurde. Initiator der Reise war wahrscheinlich Bischof Iwo, der sich damals zu Papst Honorius III. begab, um auf seine Ernennung zum Erzbischof von Gnesen zu verzichten. Dort lernte Hyazinth Dominikus und den von ihm gegründeten Dominikanerorden kennen und wurde sein Schüler. Am Aschermittwoch 1220 wurden die Gefährten von Dominikus in den Orden aufgenommen. Ein Wandgemälde in der römischen Basilika Santa Sabina illustriert die Szene der Übergabe des Habits durch Dominikus an Hyazinth. 1220 erfolgte dann die Aussendung Hyazinths mit anderen polnischen Dominikanern als Missionare nach Norden beziehungsweise in Richtung Polen.

### Erste Klostergründungen
Seine Missionsreise führte Hyazinth auch nach Friesach, wo er 1221 das erste Dominikanerkloster im deutschen Sprachraum gründete und die Errichtung des Klosters samt Kirche vorantrieb. Hermann den Deutschen setzte er dort als Klostervorsteher ein. Über Böhmen gelangte er 1222 wieder nach Krakau, wo Bischof Iwo 1222 die Dreifaltigkeitskirche dem Dominikanerorden übertrug. Dies wurde die Grundlage für Hyazinths zweite Klostergründung. Das Krakauer Dominikanerkloster wurde zum Hauptkloster des Ordens in Polen. Von den polnischen Dominikanern wurde Hyazinth mit der weiteren Ausbreitung des Ordens betraut, weshalb ihn in den nächsten Jahren viele Reisen nach Nord- und Osteuropa führten, wo viele Klostergründungen, wie 1226 in Danzig, auf ihn zurückgehen.
Mit der Zeit wuchs die Zahl der polnischen Dominikanerklöster stark an, so dass 1226 die Ordensprovinz Polonia für den ostmitteleuropäischen Raum gegründet werden konnte, deren Provinzial Hyazinth 1228 wurde.

### Spätere Missionsreisen und Tod

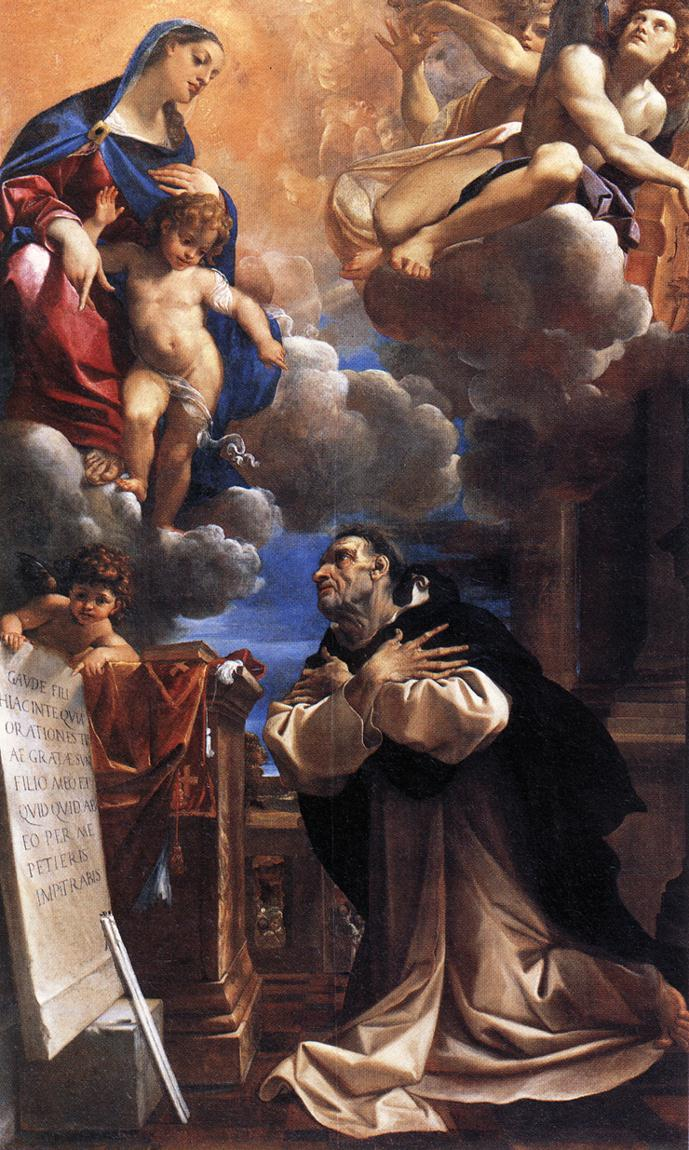
Marienerscheinung des heiligen Hyazinth; Ludovico Carracci 1594

1228 begab sich Hyazinth im Zuge seiner russischen Missionierung nach Kiew und gründete hier ein Kloster (andere Quellen geben das Jahr 1223 als Klostergründung an). Die Missionierung wurde auch nach seiner Abreise 1233 weitergeführt und es folgten Klöster in Halytsch und Wolodymyr. Im Zuge seiner Missionsreise zu den Prußen entstanden Klöster in Chełm (1233) und in Elbing (1236). Des Weiteren gehen die Klostergründungen von Thorn, Sandomierz, Riga, Dorpat und Königsberg auf ihn zurück. Eine weitere Missionsreise nach Rothreußen (Dominikanerkonvent Przemyśl um 1240) wurde durch den Einfall der Goldenen Horde beendet, der nicht nur dem Land, sondern auch den Klöstern schwere Zerstörungen brachte. In der Folge betätigte sich Hyazinth im Wiederaufbau der Klöster.
Er starb in Krakau und wurde in der Dreifaltigkeitskirche des Dominikanerklosters von Krakau begraben. Im 18. Jahrhundert wurde für sein Grab die Hyazinth-Kapelle (kaplica Św. Jacka) in üppigem Barockstil an die Kirche angebaut.
Hyazinths Verehrung setzte bald nach seinem Tod ein, denn ihm wurden viele Wunder, vor allem Marienerscheinungen und Krankenheilungen zugeschrieben. Deshalb wurde er auch als „Wundertäter des Jahrhunderts“ bezeichnet. Seine Heiligsprechung erfolgte am 17. April 1594 durch Papst Clemens VIII. Später erklärte ihn Papst Innozenz XI. 1686 zum Patron Litauens. Sein Gedenktag in der katholischen Kirche ist der 17. August.

## Darstellung in der Kunst
Meist wird der heilige Hyazinth im Habit seines Ordens dargestellt, ansonsten richtet sich die künstlerische Darstellung nach den vielen überlieferten Legenden des Heiligen. Oft wird er bei einer seiner vielen Marienerscheinungen, bei der Heilung von Kranken oder mit einer Lilie gezeigt. Andere Darstellungen zeigen ihn eine Monstranz bzw. Hostienschale und eine Muttergottesstatue als Attribute in den Händen haltend.
Denn eine Legende berichtet, er habe beim Einfall der Goldenen Horde in Kiew das Allerheiligste aus dem brennenden Kloster in Sicherheit bringen wollen. Jedoch habe ihn die in der Kirche aufgestellte Muttergottesstatue aufgefordert, sie nicht den Feinden zu überlassen. Dementsprechend zog er mit der Alabasterstatue und der Monstranz in den Händen durch die Scharen der Goldenen Horde. Den Dnepr überwand er mithilfe seines Mantels, den er als Brücke ausbreitete und soll so wieder nach Krakau gelangt sein. Er wird als Schutzheiliger der Dominikaner und für Ertrinkende verehrt.